# Salvatore Taglioni
Pour les articles homonymes, voir Taglioni.
Salvatore Taglioni (Palerme, 1789 - Naples, 3 octobre 1868) est un danseur et chorégraphe italien.
Fils de Carlo Taglioni et frère cadet de Filippo Taglioni, il étudie la danse à Paris avec Jean-François Coulon et débute à l'Opéra de Paris en 1806. L'année suivante, il danse dans plusieurs villes de France et est engagé, en 1808, au Teatro San Carlo de Naples, où il danse dans les ballets de Louis Henry, Pietro Hus, Louis Duport et Salvatore Viganò.
Nommé en 1831 « chorégraphe à vie » des théâtres royaux de Naples, Taglioni compose plus de deux cents ballets, que ce soit pour la cour des rois des Deux-Siciles ou pour les théâtres publics de Naples, ou encore pour La Scala de Milan, le Teatro Regio de Turin ou le Hoftheater de Vienne.
En 1865 il présente Il Talismano, son dernier ballet.
Dans ses œuvres, il aura abordé tous les genres, du ballet d'action au ballet romantique.